# Josep Maria Fonalleras
Josep Maria Fonalleras i Codony (Gerona, 26 de junio de 1959), es un escritor y articulista español en lengua catalana.

## Biografía
Fonalleras se licenció en Filología catalana en la Universidad de Gerona. De él se ha subrayado que su narrativa dispone de «una gran precisión estilística empapada de un profundo sentido del humor». Ha desarrollado su faceta como escritor en la novela, la dramaturgia, el relato breve, la narrativa infantil, la crítica literaria y la traducción. Como articulista y crítico, ha publicado en los diarios La Vanguardia, Avui, El Punt o El País; por otro lado, buena parte de sus relatos están recogidos en la antología Llarga vista. Narrativa 1982-2002 (Editorial Empúries, 2003).
Ha sido galardonado en dos ocasiones con el Premio Crítica Serra d'Or, la primera en 2006 con el de Literatura y Ensayo por Sis Homes y la segunda en 2014 en la categoría de Novela, por Climent. También ha recibido otros premios como el de Novela Corta Just Manuel Casero en 1983 por El rei del Mambo, el Ciudad de Palma de Novela en 1997 por La millor guerra del món o El Barco de Vapor de 2007 en su edición en catalán por Les galetes del Saló de Te Continental.